# Miroslav Mička
Miroslav Mička (* 23. dubna 1946) je bývalý český fotbalista, útočník a záložník.

## Fotbalová kariéra
V československé lize hrál za Baník Ostrava a VP Frýdek-Místek. Nastoupil ve 189 ligových utkáních a dal 16 gólů. Získal ligový titul v roce 1976 s Baníkem Ostrava. V Poháru vítězů pohárů nastoupil ve 4 utkáních a v Poháru UEFA nastoupil v 8 utkáních a dal 1 gól. Vítěz Československého poháru 1973. V nižší soutěži hrál i za Baník UD Příbram. Na základní vojenské službě hrál v dresu Dukly Hraničář Cheb 2. československou fotbalovou ligu

## Ligová bilance
| Ročník                                    | Zápasy | Góly | Klub                |
| ----------------------------------------- | ------ | ---- | ------------------- |
| 1. československá fotbalová liga 1967/68  | 20     | 2    | Baník Ostrava       |
| 1. československá fotbalová liga 1968/69  | 21     | 4    | Baník Ostrava       |
| 1. československá fotbalová liga 1969/70  | 21     | 1    | Baník Ostrava       |
| 1. československá fotbalová liga 1970/71  | 23     | 0    | Baník Ostrava       |
| 1. československá fotbalová liga 1971/72  | 11     | 0    | Baník Ostrava       |
| 1. československá fotbalová liga 1972/73  | 28     | 6    | Baník Ostrava       |
| 1. československá fotbalová liga 1973/74  | 29     | 1    | Baník Ostrava       |
| 1. československá fotbalová liga 1974/75  | 23     | 1    | Baník Ostrava       |
| 1. československá fotbalová liga 1975/76  | 2      | 0    | Baník Ostrava       |
| 1. československá fotbalová liga 1976/77  | 10     | 1    | VP Frýdek-Místek    |
| 2.československá fotbalová liga 1966/1967 |        | 3    | Dukla Hraničář Cheb |
| CELKEM 1. liga                            | 189    | 16   |                     |